# Lucien de la Rive
Lucien de la Rive (Choulex, 3 april 1834 - Genève, 4 mei 1924) was een Zwitsers natuurkundige.

## Biografie
Hij was de zoon van Auguste Arthur de la Rive en de schrijfster Jeanne-Mathilde Duppa. Hij studeerde aan de Universiteit van Genève en aan de École polytechnique te Parijs. Van 1863 tot 1918 publiceerde hij wetenschappelijke artikelen over zwaartekracht, elektronentheorie en de vergelijkingen van Maxwell. Van 1889 tot 1893 bestudeerde hij samen met Edouard Sarasin elektromagnetische golven en hij mat de lichtsnelheid in elektrische leidingen.
Te Dublin deed ook George FitzGerald mee. Ze herhaalden de proef van Heinrich Hertz uit 1893 met lange golven in de grote hal van de watermaatschappij van Genève. De metingen van Hertz waren gestoord door weerkaatsingen aan de muren van de aula waarin hij zijn proef uitvoerde.
De la Rive schreef essays over Henri Poincaré. In 1870 publiceerde hij vertalingen van Alfred Tennyson. Tussendoor schreef hij literatuur. In 1886 schreef hij een werk over John Milton.
In 1909 ontving hij een eredoctoraat van de Universiteit van Genève.